# Santa Catarina Ixtepeji
Santa Catarina Ixtepeji è un comune del Messico, situato nello stato di Oaxaca.